# Stanislas Pourille
Stanislas Xavier Pourille, detto Blanchet (Troyes, 26 agosto 1833 – dopo il 1872), è stato un giornalista e scrittore francese.
Fu una personalità della Comune di Parigi.

## Biografia
Studiò a Troyes e poi a Parigi, dove fondò il giornale Le Sans le sou (Il Senza un soldo). Nel 1860 si fece frate ma nel 1862 tornò allo stato laicale e si stabilì a Lione, lavorando dal 1864 come interprete di tribunale. Licenziato nel 1867, si diede al commercio ma nel 1868 fece fallimento. Tornò a Parigi, collaborando alla stampa anti-bonapartista con lo pseudonimo di Blanchet.
Nel 1870, durante l'assedio prussiano di Parigi, si arruolò nel 60º battaglione della Guardia nazionale, fu delegato al suo Comitato centrale e prese parte alle insurrezioni del 31 ottobre 1870 e del 22 gennaio 1871 contro il governo.
Il 26 marzo fu eletto al Consiglio della Comune dal V arrondissement di Parigi, fece parte della Commissione giustizia e votò per la creazione del Comitato di Salute pubblica. Accusato da Raoul Rigault di essere un ex-agente della polizia bonapartista, il 5 maggio si dimise dal Consiglio. Gli storici non hanno trovato prove della fondatezza delle accuse di Rigault.
Alla caduta della Comune fuggì in Svizzera, mentre la corte marziale di Versailles lo condannava a morte in contumacia. S'ignora il luogo e la data della sua morte.

## Scritti
- La Critique européenne, ou Chansons nouvelles sur la guerre d'Orient, 1854
- Épanchements de l'âme, 1858
- À Napoléon III. La France et l'Italie, 1859
- Vingt et un mois de vie monastique, 1868
- Causes de la défaite de la Commune de Paris, ses fautes et ses crimes, 1872